# Carex amgunensis
Espèce
Classification phylogénétique
Carex amgunensis est une espèce de plantes du genre Carex et de la famille des Cyperaceae.